# Петар Ј. Недељковић
Петар Ј. Недељковић (Зајечар, 9. август 1882 − Београд, 1. новембар 1955) је био армијски генерал Југословенске војске, који је у Априлском рату командовао Четвртом армијом.

## Биографија
До 1936. године је командовао дивизијом, када је постављен за инспектора коњице. За команданта Треће армије у Скопљу је постављен у мају 1939. године.
По наређењу генерала Душана Симовића, генерал Недељковић је након пуча 27. марта организовао враћање кнеза намесника Павла Карађорђевића из Загреба у Београд. Одмах по добијеном наређењу је са војним свештеником Милутином Арсићем је успео да пресретне намеснички воз код Запрешића на путу према Брду код Крања.
У Априлском рату 1941. године је командовао Четвртом армијом Југословенске војске. Заробљен је и одведен у заробљенички логор.

## Одликовања
- Орден Белог орла;
- Орден Белог орла;
- Орден Карађорђеве звезде са мачевима IV реда.